# Mutterherz (1923)
Mutterherz ist ein 1922 entstandenes, deutsches Stummfilmmelodram von Geza von Bolvary-Zahn, dessen erste deutsche Inszenierung dies war, mit seiner Ehefrau Helene von Bolváry in der Hauptrolle.

## Handlung
Die junge Dora ist glücklich mit dem Bildhauer Stahlberg verheiratet, das Ehepaar hat mit Erich einen kleinen Sohn, der ihr ganzes Glück bedeutet. Doras Mann weiß nichts von ihrem Bruder, der soeben aus dem Gefängnis entlassen wurde. Fortan geht es mit Doras Leben bergab. Erst versucht der Ex-Häftling seine eigene Schwester zu erpressen, dann taucht auch noch ein gewisser Rossi auf, ein Kunstschüler Stahlbergs. Als sich beide allein im Atelier Stahlbergs aufhalten, versucht Rossi daraus seinen Vorteil zu ziehen und umarmt und küsst gegen ihren Willen die Ehefrau seines Mentors, die sich nach Leibeskräften wehrt. Stahlberg betritt das Atelier und deutet die Umstände falsch. Er glaubt, dass er seine Frau ihm untreu ist und er beide in flagranti erwischt hat und weist Dora die Tür. 
Verzweifelt bittet Dora ihren Gatten, sie nicht zu verstoßen. Der ist dazu bereitet, verlangt aber, dass Dora nie mehr wieder beider kleines Kind küsst. Bald geschieht ein weiteres Unglück: Erich stürzt in einen See und droht zu ertrinken. Er wird im letzten Moment gerettet, ausgerechnet von Doras Bruder. Der Junge erkrankt infolge der erlittenen Verletzungen schwer und bettelt im Fieberwahn nach einem Kuss der Mutter. Das titelgebende Mutterherz kann sich nach anfänglich hinhaltendem Widerstand diesem innigen Wunsch nicht länger verwehren, und so küsst Dora ihr Kind zärtlich. Dem Jungen geht es daraufhin schlagartig besser. Stahlberg erkennt nun seinen Irrtum und bittet seine Frau um Verzeihung.

## Produktionsnotizen
Mutterherz entstand im Herbst 1922 in München, passierte die Filmzensur am 18. Januar 1923 und wurde wenig später uraufgeführt. Die Länge des mit Jugendverbots belegten Vierakters mit Vorspiel betrug 1897 Meter.

## Kritiken
Die Wiener Morgenzeitung nannte den Streifen ein „fesselndes Schauspiel“, und der Filmbote bezeichnete das gefühlselige Melodram sogar als „grandiose(s) Filmwerk“.